# باشگاه فوتبال یوونتوس در فصل ۲۲–۲۰۲۱
باشگاه فوتبال یوونتوس در قالب فصل ۲۲–۲۰۲۱ در سری آ، کوپا ایتالیا و سوپر جام ایتالیا به همراه لیگ قهرمانان اروپا شرکت می‌کند. این فصل صد و بیست و چهارمین سال فعالیت یوونتوس و پانزدهمین فصل متوالی حضور آنها در بالاترین سطح فوتبال ایتالیا است. این فصل از ۲۲ اوت ۲۰۲۱ آغاز شد.

## مرور فصل

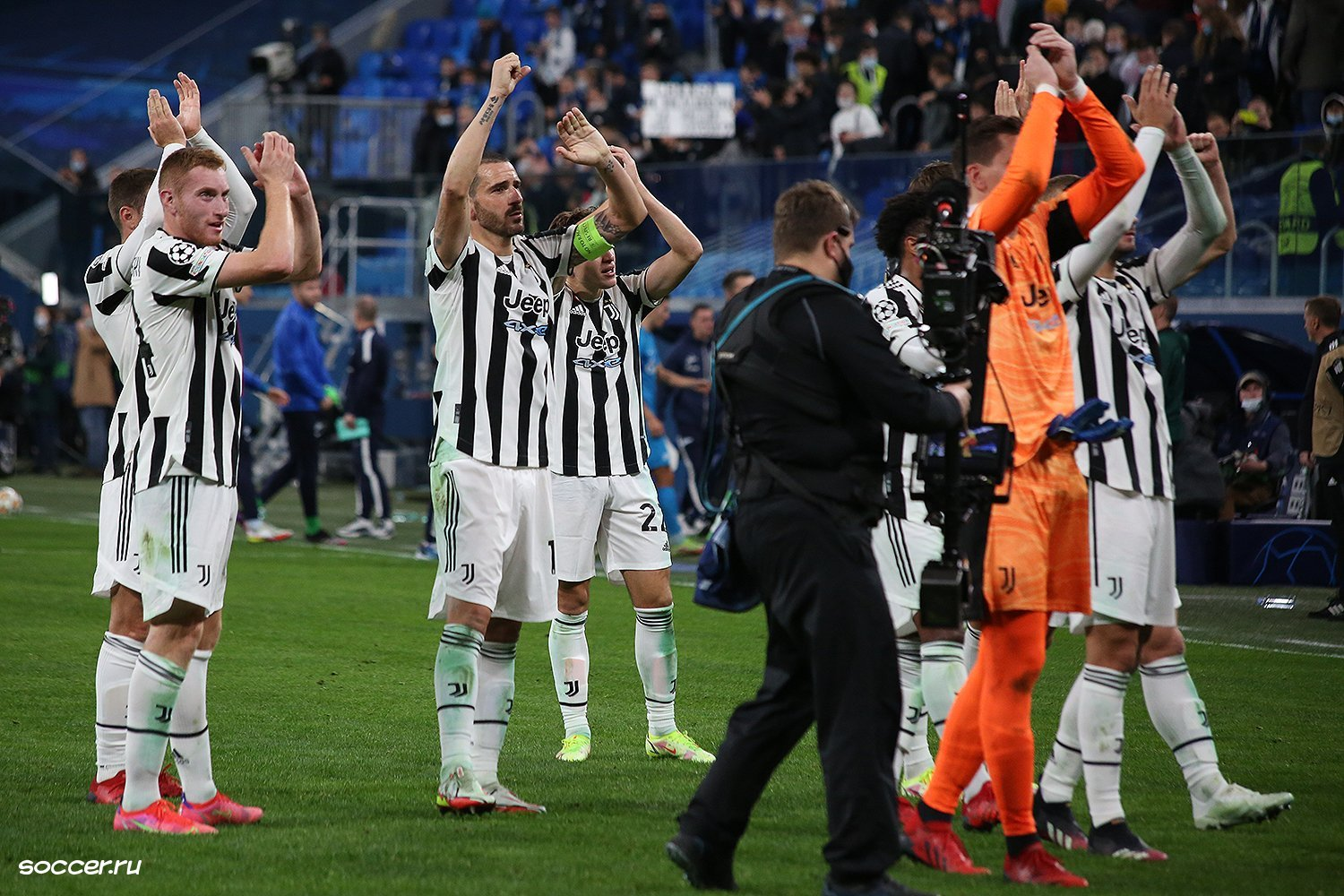
بازیکنان یوونتوس پس از بازی با سنت پتربزرگ روسیه (۱-۰) پیروزی یوونتوس

### پیش فصل
در ۱۱ مه جانلوئیجی بوفون اسطوره یوونتوس اعلام کرد در آخرین سال فوتبالی‌اش در پارما خواهد گذارند و باشگاه را ترک خواهد کرد. در ۲۸ مه سران باشگاه اعلام کردند که آندره‌آ پیرلو از سرمربیگری یوونتوس برکنار شد و ماسیمیلیانو آلگری جایگزین او خواهد بود. در ۱۵ ژوئن قرارداد قرضی آلوارو موراتا تمدید شد.

### ژوئیه
در ۲۴ ژوئیه، یوونتوس بازی دوستانه در برابر چزنا، ۳–۱ برنده شد و دی وینتر، مک کنی و ماتیاس سوله زننده گل‌های یوونتوس بودند. در ۱۳ ژوئیه یوونتوس در قالب جام لوئیجی برلوسکونی به مصاف مونتسا با گل‌های فیلیپه رانوکیا و کولوسفسکی به پیروزی رسید.

### اوت
در ۲ اوت، یوونتوس اعلام کرد که قرارداد جورجو کیه‌لینی تمدید شده‌است. در ۸ اوت، یوونتوس در قالب جام خوآن گمپر مقابل بارسلونا با سه گل مغلوب شد. در ۱۴ اوت ۲۰۲۱ یوونتوس با گل‌های پائولو دیبالا، فدریکو برناردسکی و آلوارو موراتا برنده شد. در ۱۷ اوت، یوونتوس اعلام کرد کایو خورخه را به صورت رسمی به خدمت گرفته‌است. در ۱۸ اوت، یوونتوس اعلام کرد که خرید مانوئل لوکاتلی رسمی شده‌است. در ۱۹ اوت، یوونتوس آخرین مسابقه پیش فصل و دوستانه خود را مقابل زیر ۲۳ سال یوونتوس انجام داد و به‌وسیله گلهای دیبالا، موراتا و ارون رمزی پیروز شد.
در ۲۲ اوت یوونتوس مقابل اودینزه قرار گرفت و در اولین بازی فصل با نتیجه ۲–۲ متوقف شد. دیبالا پس از گذشت سه دقیقه از شروع بازی گلزنی کرد و خوان کوادرادو در دقیقه ۲۳ اختلاف را دو برابر کرد. در دقیقه ۵۱، داور یک ضربه پنالتی پس از خطای شزنی، دروازه‌بان یوونتوس اعلام کرد. روبرتو پریرا از روی نقطه نقطه گلزنی کرد و اختلاف گل را کاهش داد. در دقیقه ۸۳، جرارد دلوفئو گل تساوی را با اشتباه شتزنی به ثمر رساند. در ۲۸ اوت، یوونتوس در بازی دوم با گل لئوناردو مانکوزو در دقیقه ۲۱ مقابل امپولی شکست خورد. در ۳۱ اوت، یوونتوس اعلام کرد که کریستیانو رونالدو فروخته شده‌است و مویزه کین به یوونتوس پیوسته‌است.

### سپتامبر
در ۱۴ سپتامبر یوونتوس اولین بازی خود در لیگ قهرمانان اروپا را انجام داد و مقابل مالمو اف‌اف ۳–۰ پیروز شد. برد مقابل این تیم سوئدی منجر به ثبت اولین برد بانوی پیر در فصل جاری شد که گل‌های آن را سه نفر به ثمر رساندند. در دقیقه ۲۳ روی ارسال خوب خوان کوادرادو، با ضربه سر الکس ساندرو همراه بود و گل اول ثبت شد. در اواخر نیمه اول پائولو دیبالا پنالتی بدست آمده توسط موراتا را تبدیل به گل کرد. چند ثانیه بعد خود آلوارو موراتا گل سوم را به ثمر رساند.

### اکتبر
در ۲ اکتبر، یوونتوس در شهرآورد دلا موله، مقابل تیم تورینو بازی کرد و ۱–۰ پیروز شد. تک گل یوونتوس را لوکاتلی در اواخر نیمه دوم وارد دروازه حریف کرد. همین نتیجه در مقابل تیم آ.اس. رم در ۱۷ اکتبر بدست آمد. مویزه کین در دقیقه ۱۶ گلزنی کرد. در ۲۴ اکتبر، یوونتوس شهرآورد ایتالیانو را در برابر اینتر میلان ۱–۱ مساوی کرد. پائولو دیبالا از روی نقطه پنالتی در اواخر نیمه دوم، جواب گل اینتر که توسط ادین جکو در نیمه اول زده شد را داد.

### نوامبر
در ۲ نوامبر، باشگاه یوونتوس به لطف پیروزی ۴–۲ مقابل زنیت سن پترزبورگ، صعود خود را به مرحله حذفی لیگ قهرمانان اروپا قطعی کرد. پائولو دیبالا دو گل به ثمر رساند که یکی از آنها پنالتی بود و به ترتیب فدریکو کیه‌زا و آلوارو موراتا گل‌های بعدی یوونتوس را وارد دروازه زنیت کردند. دروازه شتزنی نیز توسط لئوناردو بونوچی طی یک گل‌به‌خودی و سردار آزمون بازیکن ایرانی زنیت باز شد.

### دسامبر
در ۸ دسامبر، یوونتوس یک پیروزی خفیف و خانگی مقابل تیم مالمو اف‌اف بدست آورد تا با ۱۵ امتیاز و با توجه به تساوی ۳–۳ چلسی و زنیت سن پترزبورگ، این تیم به عنوان صدرنشین به مرحله حذفی لیگ قهرمانان اروپا صعود کند. تک گل یوونتوس توسط مویزه کین در دقیقه ۱۸ به ثمر رسید.

### ژانویه
در ۶ ژانویه، در حالی دور برگشت بازی‌های سری آ، شروع شد و تیم یوونتوس در خانه به تساوی ۱–۱ دست پیدا کرد. گل ناپولی را دریس مرتنز در نیمه اول و گل یوونتوس را فدریکو کیه‌زا در نیمه دوم به ثمر رساند. در ۹ ژانویه، یوونتوس به مصاف آ.اس. رم رفت و در پایان به پیروزی ۳–۴ دست پیدا کرد. در نیمه اول، تامی آبراهام برای رم گلزنی کرد و سپس پائولو دیبالا بازی را به تساوی کشاند. در نیمه دوم، هنریخ مخیتاریان، رم را پیش انداخت و ضربه آزاد زیبای لورنتزو پلگرینی اختلاف را دو برابر کرد. در کمتر از هشت دقیقه یوونتوس به ترتیب با گلزنی لوکاتلی، دژان کولوسفسکی و ماتیا دی‌شیلیو کامبک زد و بازی را به نفع خود برگردانند. در ادامه ماتیس دی‌لیخت اخراج شد و یک پنالتی به شاگردان ژوزه مورینیو هدیه داد. این پنالتی را پلگرینی زد و وویچیخ شتزنی آن را مهار کرد تا یوونتوس به پیروزی ارزشمندی دست پیدا کند.
در ۱۲ ژانویه، یوونتوس در سوپر کاپ ایتالیا مغلوب اینتر شد. یوونتوس ابتدا در دقیقه ۲۵ با گلزنی وستن مک‌کنی پیش افتاد، اما لائوتارو مارتینز بازی را با یک ضربه پنالتی به تساوی کشاند و در نهایت الکسیس سانچز در ثانیه‌های پایانی و دقیقاً در دقیقه ۱۲۰ تیر خلاص را بر پیکره یوونتوس وارد کرد تا جام به میلان برود.
در ۱۸ ژانویه یوونتوس اولین بازی خود را در کوپا ایتالیا انجام داد و این تیم به مصاف سمپدوریا رفت که از مرحله یک شانزدهم نهایی آغاز شد و در پایان یوونتوس با نتیجه ۴–۱ به پیروزی رسید که به معنای صعود آنها به مرحله یک چهارم نهایی بود. خوان کوادرادو، دنیله روگانی، پائولو دیبالا و آلوارو موراتا از روی نقطه پنالتی گل‌های یوونتوس را به ثمر رساندند و تک گل سمپدوریا را نیز آندره‌آ کونتی به ثمر رساند.
در ۲۸ ژانویه، یوونتوس اعلام کرد که دوشان ولاهوویچ مهاجم صربستانی فیورنتینا خریداری شده‌است. در ۳۱ ژانویه، فدریکو گاتی از سری B و تیم فروزینونه خریداری شد. البته او تا ژوئن ۲۰۲۲ به همین تیم قرض داده شد. هافبک سوئیسی، دنیس زکریا از بروسیا مونشن‌گلادباخ آلمان خریداری شد. و هافبک ولزی، ارون رمزی به تیم رنجرز اسکاتلند قرض داده شد.

### فوریه
در ۱۰ فوریه، یوونتوس در مرحله یک چهارم نهایی کوپا ایتالیا به مصاف ساسولو رفت و ۲–۱ پیروز شد. پائولو دیبالا در دقیقه سوم گلزنی کرد و حامد ترائوره در دقیقه ۲۴ بازی را به تساوی کشاند. گل دوشان ولاهوویچ در اواخر نیمه دوم بازی به میزبان امکان صعود به مرحله نیمه نهایی را داد.
در ۱۸ فوریه، یوونتوس بازی دور برگشت شهرآورد دلا موله را در مقابل تورینو انجام داد. ماتیس دی لیخت در دقیقه ۱۳ یوونتوس را یک گل جلو انداخت، اما آندره‌آ بلوتی در دقیقه ۶۲ گل تساوی را به ثمر رساند تا این بازی با نتیجه ۱–۱ تمام شود.
در ۲۲ فوریه، یوونتوس مسابقات لیگ قهرمانان اروپا را با بازی مقابل تیم لا لیگایی ویارئال در دور رفت مرحله یک‌هشتم نهایی از سر گرفت. در این بازی که با تساوی ۱–۱ به اتمام رسید، دوشان ولاهوویچ در دقیقه نخست بازی یک گل برای یوونتوس به ثمر رساند و دنیل پارخو در نیمه دوم، بازی را به تساوی کشاند.

### مارس
در ۲ مارس، یوونتوس در نیمه‌نهایی کوپا ایتالیا به مصاف فیورنتینا رفت و به لطف گل‌به‌خودی لورنزو ونوتی در اواخر نیمه دوم، بازی رفت را ۰–۱ برد.
در ۱۶ مارس، یوونتوس در دور برگشت یک‌هشتم نهایی لیگ قهرمانان اروپا مقابل تیم لا لیگایی ویارئال قرار گرفت و با گل‌های جرارد مورنو، پائو تورس و آرنات گرونولد، با نتیجه ۳–۰ (۴–۱ در مجموع) باخت و از صعود به دور بعد باز ماند.

### آوریل
در ۳ آوریل یوونتوس در دیدار برگشت شهرآورد ایتالیانو با نتیجه ۱–۰ مغلوب اینتر میلان شد. هاکان چالهان‌اوغلو در وقت‌های اضافی نیمه اول از نقطه پنالتی تک گل اینتر را به ثمر رساند.

## بازیکنان
شماره بازیکنان و تیم آخرین بار در ۸ ژانویه ۲۰۲۲ به روز شده‌است. موارد ظاهری فقط شامل مسابقات سری آ می‌شود.
نکته: پرچم‌ها نشان دهنده تیم ملی است که طبق قوانین واجد شرایط بودن فیفا تعریف شده‌است. بازیکنان ممکن است بیش از یک ملیت غیر فیفا داشته باشند.
| ش.                                           | بازیکن                 | م.                  | پ.           | تاریخ تولد (سن)         | شروع قرارداد | پایان قرارداد | تیم قبلی              | مبلغ انتقال     |
| دروازه بانان                                 | دروازه بانان           | دروازه بانان        | دروازه بانان | دروازه بانان            | دروازه بانان | دروازه بانان  | دروازه بانان          | دروازه بانان    |
| -------------------------------------------- | ---------------------- | ------------------- | ------------ | ----------------------- | ------------ | ------------- | --------------------- | --------------- |
| ۱                                            | وویچیخ شتزنی           | لهستان              | GK           | ۱۸ آوریل ۱۹۹۰ ‏(۳۴ سال)  | ۲۰۱۷         | 2024          | ا. اس رم              | ۱۲ میلیون یورو  |
| ۲۳                                           | کارلو پینسولیو         | ایتالیا             | Gk           | ۱۶ مارس ۱۹۹۰ ‏(۳۴ سال)   | ۲۰۱۴         | 2023          | تیم جوانان            | رایگان          |
| ۳۶                                           | ماتیا پرین             | ایتالیا             | Gk           | ۱۰ نوامبر ۱۹۹۲ ‏(۳۲ سال) | ۲۰۱۸         | 2022          | جنوا                  | ۱۲ میلیون یورو  |
| مدافعان                                      |                        |                     |              |                         |              |               |                       |                 |
| ۲                                            | ماتیا دی‌شیلیو          | ایتالیا             | SB           | ۲۰ اکتبر ۱۹۹۲ ‏(۳۲ سال)  | ۲۰۱۷         | ۲۰۲۲          | میلان                 | ۱۲ میلیون یورو  |
| ۳                                            | جورجو کیه‌لینی، کاپیتان | ایتالیا             | CB           | ۱۴ اوت ۱۹۸۴ ‏(۴۰ سال)    | ۲۰۰۵         | 2023          | فیورنتینا             | ۷٫۴ میلیون یورو |
| ۴                                            | ماتیس دی لیخت          | هلند                | CB           | ۱۲ اوت ۱۹۹۹ ‏(۲۵ سال)    | ۲۰۱۹         | ۲۰۲۴          | آژاکس                 | ۷۵ میلیون یورو  |
| ۶                                            | دانیلو                 | برزیل               | SB           | ۱۵ ژوئیهٔ ۱۹۹۱ ‏(۳۳ سال)  | ۲۰۱۹         | ۲۰۲۴          | منچستر سیتی           | ۳۷ میلیون یورو  |
| ۱۱                                           | خوان کوادرادو          | کلمبیا              | WF/SB        | ۲۶ مهٔ ۱۹۸۸ ‏(۳۶ سال)     | ۲۰۱۶         | 2022          | چلسی                  | ۲۵ میلیون یورو  |
| ۱۲                                           | الکس ساندرو            | برزیل               | LB           | ۲۶ ژانویهٔ ۱۹۹۱ ‏(۳۴ سال) | ۲۰۱۵         | 2023          | پورتو                 | ۲۶ میلیون یورو  |
| ۱۷                                           | لوکا پلگرینی           | ایتالیا             | LB           | ۷ مارس ۱۹۹۹ ‏(۲۶ سال)    | ۲۰۱۹         | ۲۰۲۳          | آ اس رم               | ۲۲ میلیون یورو  |
| ۱۹                                           | لئوناردو بونوچی        | ایتالیا             | CB           | ۱ مهٔ ۱۹۸۷ ‏(۳۷ سال)      | 2018         | 2024          | میلان                 | ۳۵ میلیون یورو  |
| ۲۴                                           | دنیله روگانی           | ایتالیا             | CB           | ۲۹ ژوئیهٔ ۱۹۹۴ ‏(۳۰ سال)  | ۲۰۱۵         | 2023          | امپولی                | ۳٫۵ میلیون یورو |
| هافبک‌ها                                      |                        |                     |              |                         |              |               |                       |                 |
| ۵                                            | آرتور                  | برزیل               | CM           | ۱۲ اوت ۱۹۹۶ ‏(۲۸ سال)    | ۲۰۲۰         | ۲۰۲۵          | بارسلونا              | ۷۲ میلیون یورو  |
| ۱۴                                           | وستن مک‌کنی             | ایالات متحده آمریکا | CM           | ۲۸ اوت ۱۹۹۸ ‏(۲۶ سال)    | ۲۰۲۰         | ۲۰۲۵          | شالکه ۰۴              | ۲۲ میلیون یورو  |
| ۲۰                                           | فدریکو برناردسکی       | ایتالیا             | WF           | ۱۶ فوریهٔ ۱۹۹۴ ‏(۳۱ سال)  | ۲۰۱۷         | ۲۰۲۲          | فیورنتینا             | ۴۰ میلیون یورو  |
| ۲۲                                           | فدریکو کیه‌زا           | ایتالیا             | AM/FW        | ۲۵ اکتبر ۱۹۹۷ ‏(۲۷ سال)  | ۲۰۲۰         | ۲۰۲۲          | فیورنتینا (قرضی)      | ۱۰ میلیون یورو  |
| ۲۵                                           | آدرین رابیو            | فرانسه              | CM           | ۳ آوریل ۱۹۹۵ ‏(۲۹ سال)   | ۲۰۱۹         | ۲۰۲۳          | پاری سن ژرمن          | رایگان          |
| ۲۷                                           | مانوئل لوکاتلی         | ایتالیا             | CM           | ۸ ژانویهٔ ۱۹۹۸ ‏(۲۷ سال)  | ۲۰۲۱         | ۲۰۲۳          | ساسولو (قرضی)         | رایگان          |
| ۲۸                                           | دنیس زکریا             | سوئیس               | CM           | ۲۰ نوامبر ۱۹۹۶ ‏(۲۸ سال) | ۲۰۲۲         | ۲۰۲۶          | بروسیا مونشن‌گلادباخ   | ۴٫۵ میلیون یورو |
| مهاجمان                                      |                        |                     |              |                         |              |               |                       |                 |
| ۷                                            | دوشان ولاهوویچ         | صربستان             | CF           | ۲۸ ژانویهٔ ۲۰۰۰ ‏(۲۵ سال) | ۲۰۲۲         | ۲۰۲۶          | فیورنتینا             | ۷۰ میلیون یورو  |
| ۹                                            | آلوارو موراتا          | اسپانیا             | ST           | ۲۳ اکتبر ۱۹۹۲ ‏(۳۲ سال)  | ۲۰۲۰         | 2022          | اتلتیکو مادرید (قرضی) | ۱۰ میلیون یورو  |
| ۱۰                                           | پائولو دیبالا          | آرژانتین            | AM/SS/WF     | ۱۵ نوامبر ۱۹۹۳ ‏(۳۱ سال) | ۲۰۱۵         | 2022          | پالرمو                | ۳۲ میلیون یورو  |
| ۱۸                                           | مویزه کین              | ایتالیا             | CF           | ۲۸ فوریهٔ ۲۰۰۰ ‏(۲۵ سال)  | ۲۰۲۱         | ۲۰۲۳          | اورتون (قرضی)         | ۷ میلیون یورو   |
| ۲۱                                           | کایو خورخه             | برزیل               | CF           | ۲۴ ژانویهٔ ۲۰۰۲ ‏(۲۳ سال) | ۲۰۲۱         | ۲۰۲۶          | سانتوس                | ۱٫۵ میلیون یورو |
| بازیکنانی که در طول فصل از باشگاه جدا شده‌اند |                        |                     |              |                         |              |               |                       |                 |
| ۷                                            | کریستیانو رونالدو      | پرتغال              | LW/ST        | ۵ فوریهٔ ۱۹۸۵ ‏(۴۰ سال)   | ۲۰۱۸         | ۲۰۲۲          | رئال مادرید           | ۱۵ میلیون یورو  |
| ۳۰                                           | رودریگو بنتانکور       | اروگوئه             | CM           | ۲۵ ژوئن ۱۹۹۷ ‏(۲۷ سال)   | ۲۰۱۷         | 2024          | بوکا جونیورز          | ۹٫۵ میلیون یورو |
| ۴۴                                           | دژان کولوسفسکی         | سوئد                | WF           | ۲۵ آوریل ۲۰۰۰ ‏(۲۴ سال)  | ۲۰۲۰         | ۲۰۲۴          | آتالانتا              | ۳۵ میلیون یورو  |
| ۸                                            | ارون رمزی              | ولز                 | CM/AM        | ۲۶ دسامبر ۱۹۹۰ ‏(۳۴ سال) | ۲۰۱۹         | ۲۰۲۳          | آرسنال                | رایگان          |

منبع: سایت رسمی باشگاه یوونتوس

## نقل و انتقالات

### تابستان

#### ورود
| روز          | پست. | بازیکن         | سن | انتقال از | هزینه           | یادداشت                                                                 | منبع   |
| ------------ | ---- | -------------- | -- | --------- | --------------- | ----------------------------------------------------------------------- | ------ |
| ۱ ژوئیه ۲۰۲۱ | GK   | ماتیا پرین     | ۲۸ | جنوآ      | رایگان          | پایان قرض                                                               |        |
| ۱ ژوئیه ۲۰۲۱ | DF   | ماتیا دی‌شیلیو  | ۲۸ | لیون      | رایگان          | پایان قرض                                                               |        |
| ۱ ژوئیه ۲۰۲۱ | DF   | لوکا پلگرینی   | ۲۲ | جنوآ      | رایگان          | پایان قرض                                                               |        |
| ۱ ژوئیه ۲۰۲۱ | DF   | دنیله روگانی   | ۲۶ | کالیاری   | رایگان          | پایان قرض                                                               |        |
| ۱ ژوئیه ۲۰۲۱ | MF   | هانس نیکولوسی  | ۲۱ | پارما     | رایگان          | پایان قرض                                                               |        |
| ۱ ژوئیه ۲۰۲۱ | FW   | مارکو پیاتسا   | ۲۶ | جنوآ      | رایگان          | پایان قرض                                                               |        |
| ۱۷ اوت ۲۰۲۱  | FW   | کایو خورخه     | ۱۹ | سانتوس    | ۱٫۵ میلیون یورو | به علاوه ۱٫۵ میلیون یورو + ۱ میلیون یورو                                | [ ۶۸ ] |
| ۱۸ اوت ۲۰۲۱  | MF   | مانوئل لوکاتلی | ۲۳ | ساسولو    | رایگان          | به صورت قرضی تا سال ۲۰۲۳ و بند خرید ۲۵ میلیون یورویی + ۱۲٫۵ میلیون یورو | [ ۶۰ ] |
| ۳۱ اوت ۲۰۲۱  | FW   | مویزه کین      | ۲۱ | اورتون    | ۷ میلیون یورو   | به صورت قرضی تا سال ۲۰۲۳ و بند خرید ۲۸ میلیون یورویی + ۳ میلیون یورو    | [ ۶۷ ] |

#### خروج
| روز           | Pos. | بازیکن            | سن | انتقال به         | هزینه          | یادداشت                                   | منبع          |
| ------------- | ---- | ----------------- | -- | ----------------- | -------------- | ----------------------------------------- | ------------- |
| ۱۷ ژوئن ۲۰۲۱  | GK   | جانلوئیجی بوفون   | ۴۳ | پارما             | رایگان         | پایان قرارداد                             | [ ۷۳ ]        |
| ۹ ژوئیه ۲۰۲۱  | FW   | جاکومو وریونی     | ۲۲ | تیرول دبلیو-اس-جی | رایگان         | به صورت قرصی تا ژوئن ۲۰۲۲                 | [ ۷۴ ]        |
| ۲۷ ژوئیه ۲۰۲۱ | MF   | الساندرو دی پرادو | ۲۲ | ویچنزا            | رایگان         | به صورت قرضی تا ژوئن ۲۰۲۲                 | [ ۷۵ ]        |
| ۲۸ ژوئیه ۲۰۲۱ | FW   | مارکو پیاتسا      | ۲۶ | تورینو            | رایگان         | به صورت قرضی با بند خرید ۷ میلیون یورویی  | [ ۷۶ ] [ ۷۷ ] |
| ۳۰ ژوئیه ۲۰۲۱ | DF   | جانلوکا فرابوتا   | ۲۲ | هلاس ورونا        | رایگان         | به صورت قرض با امکان خرید                 | [ ۷۸ ] [ ۷۹ ] |
| ۶ اوت ۲۰۲۱    | DF   | مریه دمیرال       | ۲۳ | آتالانتا          | ۳ میلیون یورو  | به صورت قرصی با بند خرید ۲۵ میلیون یورویی | [ ۸۰ ]        |
| ۱۳ اوت ۲۰۲۱   | FW   | فلیکس کوریا       | ۲۰ | پارما             | رایگان         | به صورت قرضی با امکان خرید                | [ ۸۱ ]        |
| ۳۱ اوت ۲۰۲۱   | DF   | رادو دراگوشین     | ۱۹ | سمپدوریا          | رایگان         | به صورت قرضی تا پایان ژوئن ۲۰۲۲           | [ ۸۲ ]        |
| ۳۱ اوت ۲۰۲۱   | MF   | نیکولو فاجولی     | ۲۰ | کرمونزه           | رایگان         | به صورت قرضی تا پایان ژوئن ۲۰۲۲           | [ ۸۳ ]        |
| ۳۱ اوت ۲۰۲۱   | FW   | کریستیانو رونالدو | ۳۶ | منچستر یونایتد    | ۱۵ میلیون یورو | به همراه ۸ میلیون یورو                    | [ ۸۴ ]        |

#### سایر خریدها
| روز           | پست. | بازیکن              | سن | باشگاه قبلی     | هزینه            | یادداشت                                           | منبع   |
| ------------- | ---- | ------------------- | -- | --------------- | ---------------- | ------------------------------------------------- | ------ |
| ۳ مارس ۲۰۲۱   | MF   | وستن مک‌کنی          | ۲۲ | شالکه ۰۴        | ۱۸٫۵ میلیون یورو | فسخ وام و امضاء انتقال قطعی                       | [ ۵۶ ] |
| ۴ مه ۲۰۲۱     | DF   | دین هویسن           | ۱۶ | مالاگا          | ۲۰۰ هزار یورو    | خریداری شده برای یوونتوس زیر ۱۹ سال               | [ ۸۵ ] |
| ۱۵ ژوئن ۲۰۲۱  | FW   | آلوارو موراتا       | ۲۸ | اتلتیکو مادرید  | ۱۰ میلیون یورو   | تمدید انتقال قرضی                                 | [ ۶۳ ] |
| ۱ ژوئیه ۲۰۲۱  | Fw   | داگلاس کاستا        | ۳۰ | بایرن مونیخ     | رایگان           | پایان قرض                                         | [ ۸۶ ] |
| ۱۵ ژوئیه ۲۰۲۱ | DF   | Albian Hajdari      | ۱۸ | بازل            | رایگان           | پایان قرض برای بخش جوانان باشگاه فوتبال یوونتوس   | [ ۸۷ ] |
| ۲۹ ژوئیه ۲۰۲۱ | FW   | Nicolò Cudrig       | ۱۸ | موناکو          | رایگان           | خریداری شده برای باشگاه فوتبال زیر ۲۳ سال یوونتوس | [ ۸۸ ] |
| ۳۰ ژوئیه ۲۰۲۱ | MF   | Alessandro Sersanti | ۱۹ | فیورنتینا       | رایگان           | خریداری شده برای باشگاه فوتبال زیر ۲۳ سال یوونتوس | [ ۸۸ ] |
| ۹ اوت ۲۰۲۱    | DF   | Fabrizio Poli       | ۳۲ | ویرتوس انتلا    | رایگان           | خریداری شده برای باشگاه فوتبال زیر ۲۳ سال یوونتوس | [ ۸۸ ] |
| ۹ اوت ۲۰۲۱    | MF   | Emanuele Zuelli     | ۱۹ | کیه‌وو ورونا     | رایگان           | خریداری شده برای باشگاه فوتبال زیر ۲۳ سال یوونتوس | [ ۸۸ ] |
| ۱۰ اوت ۲۰۲۱   | DF   | Tarik Muharemović   | ۱۸ | ولفسبرگر        | رایگان           | خریداری شده برای بخش جوانان باشگاه فوتبال یوونتوس | [ ۸۸ ] |
| ۲۷ اوت ۲۰۲۱   | MF   | مارتین پالمبو       | ۱۹ | اودینزه         | رایگان           | خرید قرضی برای باشگاه فوتبال زیر ۲۳ سال یوونتوس   | [ ۸۸ ] |
| ۳۱ اوت ۲۰۲۱   | MF   | محمد ایهاتارن       | ۱۹ | پی‌اس‌وی آیندهوون | ۵٫۵ میلیون یورو  |                                                   | [ ۸۹ ] |

### زمستان

#### ورود
| روز            | پس. | بازیکن         | سن | باشگاه قبلی         | هزینه           | یادداشت                                | منبع   |
| -------------- | --- | -------------- | -- | ------------------- | --------------- | -------------------------------------- | ------ |
| ۲۸ ژانویه ۲۰۲۲ | FW  | دوشان ولاهوویچ | ۲۲ | فیورنتینا           | ۷۰ میلیون یورو  | به علاوه ۱۰ میلیون یورو به عنوان متغیر | [ ۶۲ ] |
| ۳۱ ژانویه ۲۰۲۲ | MF  | دنیس زکریا     | ۲۵ | بروسیا مونشن‌گلادباخ | ۴٫۵ میلیون یورو | به علاوه ۴٫۱ میلیون یورو هزینه اضافی   | [ ۶۱ ] |

#### خروج
| روز            | پس. | بازیکن          | سن | انتقال به      | هزینه          | یادداشت                                                                | منبع   |
| -------------- | --- | --------------- | -- | -------------- | -------------- | ---------------------------------------------------------------------- | ------ |
| ۳۱ ژانویه ۲۰۲۲ | MF  | رودریگو بنتنکور | ۲۴ | تاتنهام هاتسپر | ۱۹ میلیون یورو | به علاوه ۶ میلیون یورو به عنوان‌ متغیر                                  |        |
| ۳۱ ژانویه ۲۰۲۲ | MF  | دیان کولوسوسکی  | ۲۱ | تاتنهام هاتسپر | ۱۰ میلیون یورو | به صورت قرضی تا ژوئن ۲۰۲۲ با بند خرید ۳۵ میلیون یورویی + ۹ میلیون یورو |        |
| ۳۱ ژانویه ۲۰۲۲ | MF  | آرون رمزی       | ۳۱ | رنجرز          | رایگان         | به صورت قرضی تا ژوئن ۲۰۲۲ با بند خرید ۶ میلیون یورویی                  | [ ۲۹ ] |

## پیش فصل، دوستانه
پیروزی       مساوی       شکست       برنامه‌ریزی شده
| ۲۴ ژوئیه ۲۰۲۱ دوستانه                           | یوونتوس                                         | ۳–۱   | Cesena        | کونتیناسا، تورین                                             |
| ۱۸:۰۰ ساعت تابستانی اروپای مرکزی (یوتی‌سی ۲:۰۰+) | - De Winter ۵'، '۸ - وستن مک‌کنی ۳۴' - Soulé ۶۶' | گزارش | - Shpendi ۳۶' | ورزشگاه: یوونتوس سنتر تماشاگران: About 400 داور: Marco Ricci |

| ۳۱ ژوئیه ۲۰۲۱ جام لوئیجی برلوسکونی              | مونتسا                             | ۱–۲   | یوونتوس                              | مونتزا                                                              |
| ۲۱:۰۰ ساعت تابستانی اروپای مرکزی (یوتی‌سی ۲:۰۰+) | - Caldirola '۳۵ - D'Alessandro ۸۷' | گزارش | - Ranocchia ۱۳' - دیان کولوسوسکی ۵۳' | ورزشگاه: ورزشگاه بریانتئو تماشاگران: حدود ۱٬۰۰۰ داور: Ivano Pezzuto |

| ۸ اوت ۲۰۲۱ جام خوان گمپر                        | بارسلونا                                                                       | ۳–۰   | یوونتوس          | بارسلون                                                              |
| ۲۱:۳۰ ساعت تابستانی اروپای مرکزی (یوتی‌سی ۲:۰۰+) | - ممفیس دپای ۳' - مارتین بریتویت '۳۵، ۵۷' - امرسون رویال '۸۲ - ریکی پویگ ۹۰+۲' | گزارش | - وستن مک‌کنی '۵۵ | ورزشگاه: ورزشگاه یوهان کرایف تماشاگران: ۲٬۹۲۴ داور: César Soto Grado |

| ۱۴ اوت ۲۰۲۱ دوستانه                             | یوونتوس                                                         | ۳–۱   | آتالانتا                                       | تورین                                                           |
| ۲۰:۳۰ ساعت تابستانی اروپای مرکزی (یوتی‌سی ۲:۰۰+) | - پائولو دیبالا ۸' - فدریکو برناردسکی ۳۹' - آلوارو موراتا ۹۰+۳' | گزارش | - لوئیس موریل ۱۸' (پنالتی) - برات دیمیسیتی '۵۷ | ورزشگاه: ورزشگاه یوونتوس تماشاگران: ۱۱٬۱۶۷ داور: Rosario Abisso |

| ۱۹ اوت ۲۰۲۱ دوستانه                             | یوونتوس                                                | ۳–۰   | زیر ۲۳ سال یوونتوس | کونتیناسا، تورین                                                 |
| ۱۸:۰۰ ساعت تابستانی اروپای مرکزی (یوتی‌سی ۲:۰۰+) | - پائولو دیبالا ۷' - آلوارو موراتا ۲۶' - آرون رمزی ۳۵' | گزارش |                    | ورزشگاه: یوونتوس سنتر تماشاگران: حدود ۴۰۰ داور: Michele Giordano |

| ۹ اکتبر ۲۰۲۱ دوستانه                            | یوونتوس                       | ۲–۱   | آلساندریا     | کونتیناسا، تورین                                             |
| ۱۱:۰۰ ساعت تابستانی اروپای مرکزی (یوتی‌سی ۲:۰۰+) | - Maressa ۴۰' - Chibozo ۹۰+۴' | گزارش | - Corazza ۹۰' | ورزشگاه: یوونتوس سنتر تماشاگران: حدود ۴۰۰ داور: Andrea Felis |

| ۱۴ اکتبر ۲۰۲۱ دوستانه | یوونتوس                                               | ۷–۰   | Chieri | کونتیناسا، تورین                          |
|                       | - مویزه کن - Soulé - دیان کولوسوسکی - Compagnon - Aké | گزارش |        | ورزشگاه: یوونتوس سنتر تماشاگران: حدود ۲۰۰ |

| ۱۳ نوامبر ۲۰۲۱ دوستانه | یوونتوس                                                  | ۱۱–۰  | Pianese | کونتیناسا، تورین                          |
|                        | - مویزه کن - کایو خورخه - Zuelli - آرتور ملو - Compagnon | گزارش |         | ورزشگاه: یوونتوس سنتر تماشاگران: حدود ۲۰۰ |

## رقابت‌ها

### بررسی مسابقات
| رقابت              | اولین بازی      | آخرین بازی     | شروع دور     | جایگاه نهایی | آمار | آمار | آمار | آمار | آمار | آمار | آمار | آمار   |
| رقابت              | اولین بازی      | آخرین بازی     | شروع دور     | جایگاه نهایی | بازی | ب    | ت    | ش    | گ‌ز   | گ‌خ   | ت‌گ   | % برد  |
| ------------------ | --------------- | -------------- | ------------ | ------------ | ---- | ---- | ---- | ---- | ---- | ---- | ---- | ------ |
| سری آ              | ۲۲ اوت ۲۰۲۱     | مه ۲۰۲۲        | هفتهٔ ۱       | چهارم        | ۲۵   | ۱۳   | ۷    | ۵    | ۳۷   | ۲۲   | ۱۵+  | ۰۵۲    |
| کوپا ایتالیا       | ۱۸ ژانویه ۲۰۲۲  |                | یک‌هشتم نهایی | نایب‌قهرمان   | ۲    | ۲    | ۰    | ۰    | ۶    | ۲    | ۴+   | ۱۰۰    |
| سوپرجام ایتالیا    | ۱۲ ژانویه ۲۰۲۲  | ۱۲ ژانویه ۲۰۲۲ | فینال        | نایب‌قهرمان   | ۱    | ۰    | ۰    | ۱    | ۱    | ۲    | ۱−   | ۰۰۰٫۰۰ |
| لیگ قهرمانان اروپا | ۱۴ سپتامبر ۲۰۲۱ |                | مرحلهٔ گروهی  | یک‌هشتم نهایی | ۶    | ۵    | ۰    | ۱    | ۱۰   | ۶    | ۴+   | ۰۸۳    |
| مجموع              | مجموع           | مجموع          | مجموع        | مجموع        | ۳۴   | ۲۰   | ۷    | ۷    | ۵۴   | ۳۲   | ۲۲+  | ۰۵۹    |

آخرین به‌روزرسانی در: ۱۳ فوریه ۲۰۲۲

منبع: رقابت‌ها

### سری آ

#### جایگاه در جدول
| رتبه | تیم         | بازی | برد | مساوی | باخت | گل زده | گل خورده | گل تفاضل | امتیاز | صعود یا سقوط                              |
| ---- | ----------- | ---- | --- | ----- | ---- | ------ | -------- | -------- | ------ | ----------------------------------------- |
| ۲    | اینتر میلان | ۳۸   | ۲۵  | ۹     | ۴    | ۸۴     | ۳۲       | ۵۲+      | ۸۴     | راه‌یابی به مرحلهٔ گروهی لیگ قهرمانان اروپا |
| ۳    | ناپولی      | ۳۸   | ۲۴  | ۷     | ۷    | ۷۴     | ۳۱       | ۴۳+      | ۷۹     | راه‌یابی به مرحلهٔ گروهی لیگ قهرمانان اروپا |
| ۴    | یوونتوس     | ۳۸   | ۲۰  | ۱۰    | ۸    | ۵۷     | ۳۷       | ۲۰+      | ۷۰     | راه‌یابی به مرحلهٔ گروهی لیگ قهرمانان اروپا |
| ۵    | لاتزیو      | ۳۸   | ۱۸  | ۱۰    | ۱۰   | ۷۷     | ۵۸       | ۱۹+      | ۶۴     | راه‌یابی به مرحلهٔ گروهی لیگ اروپا          |
| ۶    | رم          | ۳۸   | ۱۸  | ۹     | ۱۱   | ۵۹     | ۴۳       | ۱۶+      | ۶۳     | راه‌یابی به دور پلی‌آف لیگ کنفرانس اروپا    |

#### نتایج کلی
| مجموع | مجموع  | مجموع | مجموع | مجموع | مجموع | مجموع | مجموع | خانه | خانه | خانه | خانه | خانه | خانه | مهمان | مهمان | مهمان | مهمان | مهمان | مهمان |
| بازی  | امتیاز | پ     | ت     | ش     | گ‌ز    | گ‌خ    | ت‌گ    | پ    | ت    | ش    | گ‌ز   | گ‌خ   | ت‌گ   | پ     | ت     | ش     | گ‌ز    | گ‌خ    | ت‌گ    |
| ----- | ------ | ----- | ----- | ----- | ----- | ----- | ----- | ---- | ---- | ---- | ---- | ---- | ---- | ----- | ----- | ----- | ----- | ----- | ----- |
| ۲۶    | ۴۷     | ۱۳    | ۸     | ۵     | ۳۸    | ۲۳    | ۱۵+   | ۷    | ۳    | ۳    | ۱۷   | ۹    | ۸+   | ۶     | ۵     | ۲     | ۲۱    | ۱۴    | ۷+    |

آخرین بروزرسانی: 18 February 2022

منبع: Serie A

پ = پیروزی؛ ت = تساوی؛ ش = شکست؛ گ‌ز = گل زده؛ گ‌خ = گل خورده؛ ت‌گ = تفاضل گل

#### نتایج هفته به هفته
| هفته    | 1  | 2  | 3  | 4  | 5  | 6  | 7 | 8 | 9 | 10 | 11 | 12 | 13 | 14 | 15 | 16 | 17 | 18 | 19 | 20 | 21 | 22 | 23 | 24 | 25 | 26 | 27 | 28 | 29 | 30 | 31 | 32 | 33 | 34 | 35 | 36 | 37 | 38 |
| ------- | -- | -- | -- | -- | -- | -- | - | - | - | -- | -- | -- | -- | -- | -- | -- | -- | -- | -- | -- | -- | -- | -- | -- | -- | -- | -- | -- | -- | -- | -- | -- | -- | -- | -- | -- | -- | -- |
| زمین    | ب  | خ  | ب  | خ  | ب  | خ  | ب | خ | ب | خ  | ب  | خ  | ب  | خ  | ب  | خ  | ب  | ب  | خ  | خ  | ب  | خ  | ب  | خ  | ب  | خ  | ب  | خ  | ب  | خ  | خ  | ب  | خ  | ب  | خ  | ب  | خ  | ب  |
| دست‌آورد | م  | ش  | ش  | م  | پ  | پ  | پ | پ | م | ش  | ش  | پ  | پ  | ش  | پ  | پ  | م  | پ  | پ  | م  | پ  | پ  | م  | پ  | م  | م  |    |    |    |    |    |    |    |    |    |    |    |    |
| جایگاه  | ۱۰ | ۱۲ | ۱۶ | ۱۸ | ۱۲ | ۱۰ | ۷ | ۷ | ۶ | ۷  | ۹  | ۸  | ۸  | ۷  | ۷  | ۵  | ۷  | ۷  | ۵  | ۵  | ۵  | ۵  | ۵  | ۴  | ۴  | ۴  |    |    |    |    |    |    |    |    |    |    |    |    |

#### جزئیات بازی‌ها
برنامه مسابقات لیگ در ۱۴ ژوئیه ۲۰۲۱ اعلام شد.
| ۲۲ اوت ۲۰۲۱ ۱                                   | اودینزه                                                    | ۲–۲   | یوونتوس                                                                                                  | اودینه                                                       |
| ۱۸:۳۰ ساعت تابستانی اروپای مرکزی (یوتی‌سی ۲:۰۰+) | - روبرتو پریرا ۵۱' (پنالتی) - والاس '۷۶ - جرارد دلوفئو ۸۳' | گزارش | - پائولو دیبالا ۳' - خوان کوادرادو ۲۳' - وویچیخ شتزنی '۵۰ - دیان کولوسوسکی '۸۸ - کریستیانو رونالدو '۹۰+۵ | ورزشگاه: ورزشگاه فریولی تماشاگران: ۹٬۶۶۰ داور: Ivano Pezzuto |

| ۲۸ اوت ۲۰۲۱ ۲                                   | یوونتوس                             | ۰–۱   | امپولی                                                                  | تورین                                                            |
| ۲۰:۴۵ ساعت تابستانی اروپای مرکزی (یوتی‌سی ۲:۰۰+) | - فدریکو برناردسکی '۸۱ - دانیلو '۸۹ | گزارش | - Mancuso ۲۱' - پتار استویانوویچ '۳۲ - پاتریک کوترونه '۴۴ - Ismajli '۵۶ | ورزشگاه: ورزشگاه یوونتوس تماشاگران: ۱۷٬۵۸۴ داور: Davide Ghersini |

| ۱۱ سپتامبر ۲۰۲۱ ۳                               | ناپولی                                                                           | ۲–۱   | یوونتوس                                  | ناپل                                                                  |
| ۱۸:۰۰ ساعت تابستانی اروپای مرکزی (یوتی‌سی ۲:۰۰+) | - الیف الماس '۳۱ - ماتئو پولیتانو ۵۷' - کالیدو کولیبالی ۸۵' - ایروینگ لوزانو '۸۸ | گزارش | - آلوارو موراتا ۱۰' - مانوئل لوکاتلی '۴۵ | ورزشگاه: ورزشگاه سن پائولو تماشاگران: ۱۶٬۳۳۱ داور: ماسیمیلیانو ایراتی |

| ۱۹ سپتامبر ۲۰۲۱ ۴                               | یوونتوس                                | ۱–۱   | میلان                               | تورین                                                           |
| ۲۰:۴۵ ساعت تابستانی اروپای مرکزی (یوتی‌سی ۲:۰۰+) | - آلوارو موراتا ۴' - پائولو دیبالا '۶۵ | گزارش | - ساندرو تونالی '۶۵ - انته ربیچ ۷۶' | ورزشگاه: ورزشگاه یوونتوس تماشاگران: ۱۸٬۷۸۵ داور: Daniele Doveri |

| ۲۲ سپتامبر ۲۰۲۱ ۵                               | اسپتزیا                                                | ۲–۳   | یوونتوس                                                                     | لا اسپتزیا                                                              |
| ۱۸:۳۰ ساعت تابستانی اروپای مرکزی (یوتی‌سی ۲:۰۰+) | - Gyasi ۳۳' - Antiste ۴۹' - Nikolaou '۸۵ - Nzola '۹۰+۴ | گزارش | - مویزه کن ۲۸' - فدریکو کیه‌زا ۶۶' - ماتیس دی لیخت ۷۲' - آلوارو موراتا '۹۰+۲ | ورزشگاه: Stadio Alberto Picco تماشاگران: ۵٬۷۰۰ داور: Gianluca Aureliano |

| ۲۶ سپتامبر ۲۰۲۱ ۶                               | یوونتوس | ۳–۲   | سمپدوریا                                                                                         | تورین                                                             |
| ۱۲:۳۰ ساعت تابستانی اروپای مرکزی (یوتی‌سی ۲:۰۰+) | - پائولو دیبالا ۱۰' - لئوناردو بونوچی ۴۳' (پنالتی), '۸۴ - رودریگو بنتنکور '۵۳ - مانوئل لوکاتلی ۵۷' - خوان کوادرادو '۶۶ - مویزه کن '۸۶ | گزارش | - مورتن تورزبی '۲۸ - نیکولا مورو '۴۱ - مایا یوشیدا ۴۴' - آلبین اکدال '۴۵+۳ - آنتونیو کاندروا ۸۳' | ورزشگاه: ورزشگاه یوونتوس تماشاگران: ۱۵٬۳۸۱ داور: Giovanni Ayroldi |

| ۲ اکتبر ۲۰۲۱ ۷                                  | تورینو                                                      | ۰–۱   | یوونتوس                                  | تورین                                                              |
| ۱۸:۰۰ ساعت تابستانی اروپای مرکزی (یوتی‌سی ۲:۰۰+) | - آنتونیو سانابریا '۵۶ - Lukić '۶۲ - رولاندو ماندراگورا '۶۵ | گزارش | - جورجو کیه‌لینی '۸۲ - مانوئل لوکاتلی ۸۶' | ورزشگاه: ورزشگاه المپیک تورین تماشاگران: ۱۲٬۰۷۳ داور: پائولو والری |

| ۱۷ اکتبر ۲۰۲۱ ۸                                 | یوونتوس                                                                                       | ۱–۰   | رم | تورین                                                          |
| ۲۰:۴۵ ساعت تابستانی اروپای مرکزی (یوتی‌سی ۲:۰۰+) | - مویزه کن ۱۶' - وویچیخ شتزنی '۴۲ - ماتیا د شیلیو '۴۹ - دانیلو (بازیکن فوتبال، زاده ۱۹۹۱) '۸۷ | گزارش | - ژردن ورتو 44' - تامی آبراهام '۴۵+۳ - استفان الشعراوی '۷۰ - الدار شاه‌مرادوف '۸۵ - جانلوکا مانچینی '۸۹ - ریک کارسدورپ '۹۰+۳ | ورزشگاه: ورزشگاه یوونتوس تماشاگران: ۲۰٬۲۳۹ داور: دنیله اورساتو |

| ۲۴ اکتبر ۲۰۲۱ ۹                                 | اینتر میلان                                          | ۱–۱   | یوونتوس                                                              | میلان                                                             |
| ۲۰:۴۵ ساعت تابستانی اروپای مرکزی (یوتی‌سی ۲:۰۰+) | - ادین جکو ۱۷' - نیکولو بارلا '۴۰ - ایوان پریشیچ '۷۱ | گزارش | - آلکس ساندرو '۴۴ - پائولو دیبالا ۸۹' (پنالتی) - جورجو کیه‌لینی '۹۰+۵ | ورزشگاه: ورزشگاه سن سیرو تماشاگران: ۵۶٬۵۳۲ داور: Maurizio Mariani |

| ۲۷ اکتبر ۲۰۲۱ ۱۰                                | یوونتوس                              | ۱–۲   | ساسولو | تورین                                                             |
| ۱۸:۳۰ ساعت تابستانی اروپای مرکزی (یوتی‌سی ۲:۰۰+) | - خوان کوادرادو '۶۳ - وستن مک‌کنی ۷۶' | گزارش | - گره‌گوا دفرل '۳۰ - دیوید فراتسی ۴۴' - دومنیکو براردی '۵۸ - Rogério '۶۱ - حامد ژونیور ترائوره '۷۲ - مرت مولدور '۸۶ - مکسیم لوپز ۹۰+۵' | ورزشگاه: ورزشگاه یوونتوس تماشاگران: ۱۸٬۲۸۸ داور: Juan Luca Sacchi |

| ۳۰ اکتبر ۲۰۲۱ ۱۱                                | هلاس ورونا                                                                                  | ۲–۱   | یوونتوس                                                           | ورونا                                                                         |
| ۱۸:۰۰ ساعت تابستانی اروپای مرکزی (یوتی‌سی ۲:۰۰+) | - جیووانی سیمئونه ۱۱'، ۱۴' - دارکو لازوویچ '۲۷ - Casale '۵۷ - Faraoni '۶۱ - کورای گونتر '۷۶ | گزارش | - دانیلو '۲۹ - آرتور ملو '۶۱ - آلوارو موراتا '۷۷ - وستن مک‌کنی ۸۰' | ورزشگاه: ورزشگاه مارک آنتونیو بنتگودی تماشاگران: ۲۲٬۳۱۴ داور: Livio Marinelli |

| ۶ نوامبر ۲۰۲۱ ۱۲                       | یوونتوس                                                 | ۱–۰   | فیورنتینا                                                                  | تورین                                                         |
| ۱۸:۰۰ زمان اروپای مرکزی (یوتی‌سی ۱:۰۰+) | - دانیلو '۴۵+۲ - دنیله روگانی '۸۸ - خوان کوادرادو ۹۰+۱' | گزارش | - لوکاس مارتینز کوارتا '۲۶ - نیکولا میلنکوویچ '۶۶ '۷۳ - ماتیا ناستازیچ '۸۲ | ورزشگاه: ورزشگاه یوونتوس تماشاگران: ۲۹٬۵۰۱ داور: Simone Sozza |

| ۲۰ نوامبر ۲۰۲۱ ۱۳                      | لاتزیو                                                    | ۰–۲   | یوونتوس                                                          | رم                                                                      |
| ۱۸:۰۰ زمان اروپای مرکزی (یوتی‌سی ۱:۰۰+) | - السید هیساج '۴۳ - پپه رینا '۸۱ - لوئیس آلبرتو رومرو '۸۲ | گزارش | - لئوناردو بونوچی ۲۳' (پنالتی)، ۸۳' (پنالتی) - خوان کوادرادو '۲۸ | ورزشگاه: ورزشگاه المپیک رم تماشاگران: About 45,000 داور: Marco Di Bello |

| ۲۷ نوامبر ۲۰۲۱ ۱۴                      | یوونتوس                                                                           | ۰–۱   | آتالانتا | تورین                                                             |
| ۱۸:۰۰ زمان اروپای مرکزی (یوتی‌سی ۱:۰۰+) | - خوان کوادرادو '۵۰ - آدرین رابیو '۶۶ - فدریکو برناردسکی '۷۹ - مانوئل لوکاتلی '۸۸ | گزارش | - دووان زاپاتا ۲۸' - رمو فرولر '۳۲ - روسلان مالینووسکی '۳۷ - داویده زاپاکوستا '۴۳ - مریخ دمیرال '۷۰ - برات دیمیسیتی '۸۵ | ورزشگاه: ورزشگاه یوونتوس تماشاگران: ۲۹٬۸۸۶ داور: Giovanni Ayroldi |

| ۳۰ نوامبر ۲۰۲۱ ۱۵                      | سالرنیتانا     | ۰–۲   | یوونتوس                                                            | سالرنو                                                                |
| ۲۰:۴۵ زمان اروپای مرکزی (یوتی‌سی ۱:۰۰+) | - Gagliolo '۲۵ | گزارش | - پائولو دیبالا ۲۱', 90+5 - مانوئل لوکاتلی '۶۰ - آلوارو موراتا ۷۰' | ورزشگاه: ورزشگاه آرکی تماشاگران: حدود ۱۹٬۵۰۰ داور: Francesco Fourneau |

| ۵ دسامبر ۲۰۲۱ ۱۶                       | یوونتوس                                                                                      | ۲–۰   | جنوآ           | تورین                                                           |
| ۲۰:۴۵ زمان اروپای مرکزی (یوتی‌سی ۱:۰۰+) | - خوان کوادرادو ۹' - لوکا پلگرینی '۳۴ - آلوارو موراتا '۷۲ - مویزه کن '۷۴ - پائولو دیبالا ۸۲' | گزارش | - Cambiaso '۵۰ | ورزشگاه: ورزشگاه یوونتوس تماشاگران: ۱۸٬۴۵۸ داور: Daniele Chiffi |

| ۱۱ دسامبر ۲۰۲۱ ۱۷                      | ونتزیا                                                                            | ۱–۱   | یوونتوس                                                       | ونیز                                                                |
| ۱۸:۰۰ زمان اروپای مرکزی (یوتی‌سی ۱:۰۰+) | - مارکو مودولو '۴۱ - ماتیا کالدارا '۵۱ - Aramu ۵۵' - اتان امپادو '۶۲ - Kiyine '۹۰ | گزارش | - لوکا پلگرینی '۱۶ - آلوارو موراتا ۳۲' - فدریکو برناردسکی '۶۲ | ورزشگاه: ورزشگاه پیرلوییجی پنزو تماشاگران: ۸٬۳۵۰ داور: پائولو والری |

| ۱۸ دسامبر ۲۰۲۱ ۱۸                      | بولونیا               | ۰–۲   | یوونتوس                                                 | بولونیا                                                            |
| ۱۸:۰۰ زمان اروپای مرکزی (یوتی‌سی ۱:۰۰+) | - نیکولاس دومنیگز '۲۹ | گزارش | - آلوارو موراتا ۶' - وستن مک‌کنی '۲۹ - خوان کوادرادو ۶۹' | ورزشگاه: ورزشگاه رناتو دلارا تماشاگران: ۲۲٬۳۹۴ داور: دنیله اورساتو |

| ۲۱ دسامبر ۲۰۲۱ ۱۹                      | یوونتوس                               | ۲–۰   | کالیاری                                                       | تورین                                                             |
| ۲۰:۴۵ زمان اروپای مرکزی (یوتی‌سی ۱:۰۰+) | - مویزه کن ۴۰' - فدریکو برناردسکی ۸۳' | گزارش | - آندریا کربنی '۲۴ - دالبرت هنریکه '۳۵ - لئوناردو پاوولتی '۸۵ | ورزشگاه: ورزشگاه یوونتوس تماشاگران: ۱۱٬۱۹۷ داور: Federico Dionisi |

| ۶ ژانویه ۲۰۲۲ ۲۰                       | یوونتوس                                                    | ۱–۱   | ناپولی                          | تورین                                                         |
| ۲۰:۴۵ زمان اروپای مرکزی (یوتی‌سی ۱:۰۰+) | - آلکس ساندرو '۴۴ - فدریکو کیه‌زا ۵۴' - پائولو دیبالا '۹۰+۷ | گزارش | - دریس مرتنز ۲۳' - دیگو دمه '۸۷ | ورزشگاه: ورزشگاه یوونتوس تماشاگران: ۱۹٬۳۰۱ داور: Simone Sozza |

| ۹ ژانویه ۲۰۲۲ ۲۱                       | رم | ۳–۴   | یوونتوس | رم                                                             |
| ۱۸:۳۰ زمان اروپای مرکزی (یوتی‌سی ۱:۰۰+) | - تامی آبراهام ۱۱' - هنریخ مخیتاریان ۴۸' - ژردن ورتو '۵۰ - راجر ایبنز '۵۱ - لورنتزو پلگرینی ۵۳', 83 - برایان کریستانته '۷۶ | گزارش | - پائولو دیبالا ۱۸' - خوان کوادرادو '۴۵+۳ - ماتیس دی لیخت '۵۲ '۸۱ - مانوئل لوکاتلی '۶۵, ۷۰' - دیان کولوسوسکی ۷۲' - ماتیا د شیلیو ۷۷' | ورزشگاه: ورزشگاه المپیک رم تماشاگران: ۳۳٬۱۷۸ داور: داویده ماسا |

| ۱۵ ژانویه ۲۰۲۲ ۲۲                      | یوونتوس                                              | ۲–۰   | اودینزه                     | تورین                                                        |
| ۲۰:۴۵ زمان اروپای مرکزی (یوتی‌سی ۱:۰۰+) | - پائولو دیبالا ۱۹' - آرتور ملو '۲۳ - وستن مک‌کنی ۷۹' | گزارش | - Soppy '۳۴ - Zeegelaar '۷۷ | ورزشگاه: ورزشگاه یوونتوس تماشاگران: ۵٬۰۰۰ داور: Antonio Giua |

| ۲۳ ژانویه ۲۰۲۲ ۲۳                      | میلان                                  | ۰–۰   | یوونتوس                            | میلان                                                          |
| ۲۰:۴۵ زمان اروپای مرکزی (یوتی‌سی ۱:۰۰+) | - رافائل لئائو '۱۲ - جونیور مسیایس '۴۲ | گزارش | - مانوئل لوکاتلی '۹ - مویزه کن '۸۹ | ورزشگاه: ورزشگاه سن سیرو تماشاگران: ۵٬۰۰۰ داور: Marco Di Bello |

| ۶ فوریه ۲۰۲۲ ۲۴                        | یوونتوس                                                   | ۲–۰   | هلاس ورونا          | تورین                                                         |
| ۲۰:۴۵ زمان اروپای مرکزی (یوتی‌سی ۱:۰۰+) | - دوشان ولاهوویچ ۱۳' - آلوارو موراتا '۵۸ - دنیس زکریا ۶۱' | گزارش | - فابیو دپائولی '۱۷ | ورزشگاه: ورزشگاه یوونتوس تماشاگران: ۱۷٬۰۱۶ داور: Luca Massimi |

| ۱۳ فوریه ۲۰۲۲ ۲۵                       | آتالانتا                                                       | ۱–۱   | یوونتوس                                                      | برگامو                                                                         |
| ۲۰:۴۵ زمان اروپای مرکزی (یوتی‌سی ۱:۰۰+) | - برات دیمیسیتی '۳۶ - هانس هاتبوئر '۳۶ - روسلان مالینووسکی ۷۶' | گزارش | - دانیلو '۳۸، ۹۰+۲' - دوشان ولاهوویچ '۴۲ - ماتیس دی لیخت '۷۵ | ورزشگاه: ورزشگاه آتلتی آتزوری دایتالیا تماشاگران: ۹٬۷۳۱ داور: Maurizio Mariani |

| ۱۸ فوریه ۲۰۲۲ ۲۶                       | یوونتوس                                 | ۱–۱   | تورینو                                                  | تورین                                                        |
| ۲۰:۴۵ زمان اروپای مرکزی (یوتی‌سی ۱:۰۰+) | - ماتیس دی لیخت ۱۳' - خوان کوادرادو '۷۳ | گزارش | - آندره‌آ بلوتی ۶۲' - Lukić '۸۲ - رولاندو ماندراگورا '۹۰ | ورزشگاه: ورزشگاه یوونتوس تماشاگران: ۲۰٬۱۳۲ داور: داویده ماسا |

| ۲۶ فوریه ۲۰۲۲ ۲۷                       | امپولی | v     | یوونتوس | امپولی                          |
| ۱۸:۰۰ زمان اروپای مرکزی (یوتی‌سی ۱:۰۰+) |        | گزارش |         | ورزشگاه: ورزشگاه کارلو کاستلانی |

### کوپا ایتالیا
| ۱۸ ژانویه ۲۰۲۲ یک‌هشتم نهایی            | یوونتوس                                                                                                   | ۴–۱   | سمپدوریا                                           | تورین                                                              |
| ۲۱:۰۰ زمان اروپای مرکزی (یوتی‌سی ۱:۰۰+) | - خوان کوادرادو ۲۵' - دنیله روگانی ۵۲' - پائولو دیبالا ۶۷' - آلوارو موراتا ۷۷' (پنالتی) - آلکس ساندرو '۷۹ | گزارش | - آندره‌آ کونتی ۶۳' - توماس رینکون '۸۵ - Vieira '۸۸ | ورزشگاه: ورزشگاه یوونتوس تماشاگران: ۵٬۰۰۰ داور: Francesco Fourneau |

| ۱۰ فوریه ۲۰۲۲ یک‌چهارم نهایی            | یوونتوس                                       | ۲–۱   | ساسولو                                             | تورین                                                            |
| ۲۱:۰۰ زمان اروپای مرکزی (یوتی‌سی ۱:۰۰+) | - پائولو دیبالا ۳' - Tressoldi ۸۸' (گل‌به‌خودی) | گزارش | - حامد ژونیور ترائوره ۲۴', '۵۸ - ماتئوس هنریکه '۶۸ | ورزشگاه: ورزشگاه یوونتوس تماشاگران: ۱۶٬۱۱۱ داور: Livio Marinelli |

| ۲ مارس ۲۰۲۲ نیمه‌نهایی رفت              | فیورنتینا | v     | یوونتوس | فلورانس                        |
| ۲۱:۰۰ زمان اروپای مرکزی (یوتی‌سی ۱:۰۰+) |           | گزارش |         | ورزشگاه: ورزشگاه آرتمیو فرانکی |

| ۲۰ آوریل ۲۰۲۲ نیمه‌نهایی برگشت                   | یوونتوس | v     | فیورنتینا | تورین                    |
| --:-- ساعت تابستانی اروپای مرکزی (یوتی‌سی ۲:۰۰+) |         | گزارش |           | ورزشگاه: ورزشگاه یوونتوس |

### سوپرجام ایتالیا
| ۱۲ ژانویه ۲۰۲۲ فینال                   | اینتر میلان                                                                                                  | ۲–۱ (و.ا.) | یوونتوس                                                                          | میلان                                                           |
| ۲۱:۰۰ زمان اروپای مرکزی (یوتی‌سی ۱:۰۰+) | - لائوتارو مارتینس ۳۵' (پنالتی) - ادین جکو '۶۰ - خواکین کوره‌آ '۱۰۶ - آرتورو ویدال '۱۱۸ - الکسیس سانچز ۱۲۰+۱' | گزارش      | - وستن مک‌کنی ۲۵' - فدریکو برناردسکی '۴۳ - پائولو دیبالا '۱۰۵ - دنیله روگانی '۱۰۹ | ورزشگاه: ورزشگاه سن سیرو تماشاگران: ۲۹٬۶۹۶ داور: Daniele Doveri |

### لیگ قهرمانان اروپا

#### مرحله گروهی
قرعه‌کشی مرحله گروهی در ۲۶ اوت ۲۰۲۱ انجام شد.

| رتبه | تیم     | بازی | برد | مساوی | باخت | گل زده | گل خورده | گل تفاضل | امتیاز | صلاحیت              |  | JUV | CHE | ZEN | MAL |
| ---- | ------- | ---- | --- | ----- | ---- | ------ | -------- | -------- | ------ | ------------------- |  | --- | --- | --- | --- |
| ۱    | یوونتوس | ۶    | ۵   | ۰     | ۱    | ۱۰     | ۶        | ۴+       | ۱۵     | صعود به مرحله حذفی  |  | —   | 1–0 | 4–2 | 1–0 |
| ۲    | چلسی    | ۶    | ۴   | ۱     | ۱    | ۱۳     | ۴        | ۹+       | ۱۳     | صعود به مرحله حذفی  |  | 4–0 | —   | 1–0 | 4–0 |
| ۳    | زنیت    | ۶    | ۱   | ۲     | ۳    | ۱۰     | ۱۰       | ۰        | ۵      | انتقال به لیگ اروپا |  | 0–1 | 3–3 | —   | 4–0 |
| ۴    | مالمو   | ۶    | ۰   | ۱     | ۵    | ۱      | ۱۴       | ۱۳−      | ۱      |                     |  | 0–3 | 0–1 | 1–1 | —   |

| ۱۴ سپتامبر ۲۰۲۱ ۱ | مالمو                        | ۰–۳   | یوونتوس                                                                                  | مالمو، سوئیس                                                                      |
|                   | - Brorsson '۳۹ - Nielsen '۴۳ | گزارش | - آلکس ساندرو ۲۳' - پائولو دیبالا ۴۵' (پنالتی) - آلوارو موراتا ۴۵+۱' - ماتیس دی لیخت '۵۸ | ورزشگاه: Stadion تماشاگران: ۵٬۸۳۲ داور: آرتور سوارز دیاز (فدراسیون فوتبال پرتغال) |

| ۲۹ سپتامبر ۲۰۲۱ ۲                               | یوونتوس                                | ۱–۰   | چلسی                                                            | تورین، ایتالیا                                                                                     |
| ۲۱:۰۰ ساعت تابستانی اروپای مرکزی (یوتی‌سی ۲:۰۰+) | - فدریکو کیه‌زا ۴۶' - خوان کوادرادو '۸۹ | گزارش | - مارکوس آلونسو مندوزا '۱۸ - حکیم زیاش '۶۱ - آنتونیو رودیگر '۶۵ | ورزشگاه: ورزشگاه یوونتوس تماشاگران: ۱۹٬۹۳۴ داور: خسوس خیل مانزانو (فدراسیون فوتبال سلطنتی اسپانیا) |

| ۲۰ اکتبر ۲۰۲۱ ۳                | زنیت                                        | ۰–۱   | یوونتوس                                                | سن پترزبورگ، روسیه                                                                       |
| ۲۲:۰۰ زمان مسکو (یوتی‌سی ۳:۰۰+) | - ویلمار باریوس '۳۰ - ویاچسلاو کاراوایف '۴۶ | گزارش | - آرتور ملو '۶۰ - دیان کولوسوسکی ۸۶' - آرون رمزی '۹۰+۴ | ورزشگاه: ورزشگاه کرستوفسکی تماشاگران: ۱۸٬۷۱۷ داور: Sandro Schärer (اتحادیه فوتبال سوئیس) |

| ۲ نوامبر ۲۰۲۱ ۴                        | یوونتوس | ۴–۲   | زنیت                                                                  | تورین، ایتالیا                                                                                             |
| ۲۱:۰۰ زمان اروپای مرکزی (یوتی‌سی ۱:۰۰+) | - پائولو دیبالا ۱۱'، ۵۸' (پنالتی) - مانوئل لوکاتلی '۶۸ - فدریکو کیه‌زا ۷۴' - آلوارو موراتا ۸۲' - دیان کولوسوسکی '۸۹ | گزارش | - لئوناردو بونوچی ۲۶' (گل‌به‌خودی) - دیان لوورن '۵۴ - سردار آزمون ۹۰+۲' | ورزشگاه: ورزشگاه یوونتوس تماشاگران: ۲۰٬۰۵۳ داور: الخاندرو هرناندز هرناندز (فدراسیون فوتبال سلطنتی اسپانیا) |

| ۲۳ نوامبر ۲۰۲۱ ۵                   | چلسی                                                                        | ۴–۰   | یوونتوس             | لندن، انگلستان                                                                                  |
| ۲۰:۰۰ ساعت گرینویچ (یوتی‌سی ۰۰:۰۰±) | - تروه چالوبا ۲۵' - ریس جیمز ۵۵' - کالوم هادسون-اودوی ۵۸' - تیمو ورنر ۹۰+۵' | گزارش | - خوان کوادرادو '۲۳ | ورزشگاه: ورزشگاه استمفورد بریج تماشاگران: ۳۹٬۵۱۳ داور: Srđan Jovanović (اتحادیه فوتبال صربستان) |

| ۸ دسامبر ۲۰۲۱ ۶                        | یوونتوس                          | ۱–۰   | مالمو                                              | تورین، ایتالیا                                                                                 |
| ۱۸:۴۵ زمان اروپای مرکزی (یوتی‌سی ۱:۰۰+) | - مویزه کن ۱۸' - آدرین رابیو '۹۰ | گزارش | - آنتونیو چولاک '۴۹ - Innocent '۶۸ - سرخیو پنا '۸۰ | ورزشگاه: ورزشگاه یوونتوس تماشاگران: ۱۷٬۵۰۱ داور: Irfan Peljto (اتحادیه فوتبال بوسنی و هرزگوین) |

#### مرحله حذفی

##### یک‌هشتم نهایی
قرعه‌کشی مرحله یک‌هشتم نهایی در ۱۳ دسامبر ۲۰۲۱ برگزار شد.
| ۲۲ فوریه ۲۰۲۲ رفت                      | ویارئال                             | ۱–۱   | یوونتوس                               | ویارئال، کاستلیون، اسپانیا                                                              |
| ۲۱:۰۰ زمان اروپای مرکزی (یوتی‌سی ۱:۰۰+) | - دنیل پارخو ۶۶' - خرونیمو رولی '۷۳ | گزارش | - دوشان ولاهوویچ ۱' - آدرین رابیو '۷۳ | ورزشگاه: ورزشگاه ال مادریگا تماشاگران: ۱۷٬۶۸۶ داور: دانیل سیبرت (فدراسیون فوتبال آلمان) |

| ۱۶ مارس ۲۰۲۲ برگشت                     | یوونتوس | v     | ویارئال | تورین، ایتالیا           |
| ۲۱:۰۰ زمان اروپای مرکزی (یوتی‌سی ۱:۰۰+) |         | گزارش |         | ورزشگاه: ورزشگاه یوونتوس |

## آمار

### نمایش بازیکنان
| 1                                             | دروازه‌بان | لهستان              | وویچیخ شتزنی      | ۲۶ | ۰  | 21   | 0 | 0   | 0 | 0   | 0 | 5   | 0 |
| 23                                            | دروازه‌بان | ایتالیا             | کارلو پینسولیو    | ۰  | ۰  | 0    | 0 | 0   | 0 | 0   | 0 | 0   | 0 |
| 36                                            | دروازه‌بان | ایتالیا             | ماتیا پرین        | ۷  | ۰  | 3    | 0 | 2   | 0 | 1   | 0 | 1   | 0 |
| مدافعان                                       |           |                     |                   |    |    |      |   |     |   |     |   |     |   |
| 2                                             | مدافع     | ایتالیا             | ماتیا د شیلیو     | ۱۷ | ۱  | 8+4  | 1 | 2   | 0 | 1   | 0 | 1+1 | 0 |
| 3                                             | مدافع     | ایتالیا             | جورجو کیه‌لینی     | ۱۶ | ۰  | 10+3 | 0 | 0+1 | 0 | 1   | 0 | 0+1 | 0 |
| 4                                             | مدافع     | هلند                | ماتیس دی لیخت     | ۲۵ | ۱  | 18+1 | 1 | 1   | 0 | 0   | 0 | 5   | 0 |
| 6                                             | مدافع     | برزیل               | دانیلو            | ۱۶ | ۰  | 12   | 0 | 1   | 0 | 0   | 0 | 3   | 0 |
| 11                                            | مدافع     | کلمبیا              | خوان کوادرادو     | ۲۹ | ۵  | 18+4 | 4 | 2   | 1 | 0   | 0 | 3+2 | 0 |
| 12                                            | مدافع     | برزیل               | آلکس ساندرو       | ۲۸ | ۱  | 12+7 | 0 | 2   | 0 | 1   | 0 | 6   | 1 |
| 17                                            | مدافع     | ایتالیا             | لوکا پلگرینی      | ۹  | ۰  | 7+2  | 0 | 0   | 0 | 0   | 0 | 0   | 0 |
| 19                                            | مدافع     | ایتالیا             | لئوناردو بونوچی   | ۲۲ | ۳  | 15   | 3 | 1   | 0 | 0   | 0 | 6   | 0 |
| 24                                            | مدافع     | ایتالیا             | دنیله روگانی      | ۱۱ | ۱  | 5+1  | 0 | 1   | 1 | 1   | 0 | 1+2 | 0 |
| 45                                            | مدافع     | بلژیک               | Koni De Winter    | ۲  | ۰  | 0    | 0 | 0   | 0 | 0   | 0 | 1+1 | 0 |
| هافبک‌ها                                       |           |                     |                   |    |    |      |   |     |   |     |   |     |   |
| 5                                             | هافبک     | برزیل               | آرتور ملو         | ۱۷ | ۰  | 5+5  | 0 | 2   | 0 | 0+1 | 0 | 1+3 | 0 |
| 14                                            | هافبک     | ایالات متحده آمریکا | وستن مک‌کنی        | ۲۵ | ۴  | 14+4 | 3 | 1   | 0 | 1   | 1 | 3+2 | 0 |
| 20                                            | هافبک     | ایتالیا             | فدریکو برناردسکی  | ۲۳ | ۱  | 12+6 | 1 | 0   | 0 | 1   | 0 | 4   | 0 |
| 22                                            | هافبک     | ایتالیا             | فدریکو کیه‌زا      | ۱۸ | ۴  | 11+3 | 2 | 0   | 0 | 0   | 0 | 4   | 2 |
| 25                                            | هافبک     | فرانسه              | آدرین رابیو       | ۲۷ | ۰  | 15+4 | 0 | 1+1 | 0 | 1   | 0 | 4+1 | 0 |
| 27                                            | هافبک     | ایتالیا             | مانوئل لوکاتلی    | ۳۱ | ۳  | 16+7 | 3 | 1+1 | 0 | 1   | 0 | 5   | 0 |
| 28                                            | هافبک     | سوئیس               | دنیس زکریا        | ۲  | ۱  | 1    | 1 | 1   | 0 | 0   | 0 | 0   | 0 |
| 47                                            | هافبک     | ایتالیا             | Fabio Miretti     | ۱  | ۰  | 0    | 0 | 0   | 0 | 0   | 0 | 0+1 | 0 |
| مهاجمان                                       |           |                     |                   |    |    |      |   |     |   |     |   |     |   |
| 7                                             | مهاجم     | صربستان             | دوشان ولاهوویچ    | ۲  | ۱  | 1    | 1 | 1   | 0 | 0   | 0 | 0   | 0 |
| 9                                             | مهاجم     | اسپانیا             | آلوارو موراتا     | ۳۱ | ۸  | 17+6 | 5 | 1+1 | 1 | 1   | 0 | 4+1 | 2 |
| 10                                            | مهاجم     | آرژانتین            | پائولو دیبالا     | ۲۵ | ۱۲ | 16+2 | 7 | 1+1 | 2 | 0+1 | 0 | 3+1 | 3 |
| 18                                            | مهاجم     | ایتالیا             | مویزه کن          | ۲۴ | ۴  | 8+10 | 3 | 0   | 0 | 0+1 | 0 | 1+4 | 1 |
| 21                                            | مهاجم     | برزیل               | کایو خورخه        | ۱۱ | ۰  | 0+9  | 0 | 0+2 | 0 | 0   | 0 | 0   | 0 |
| 38                                            | مهاجم     | فرانسه              | Marley Aké        | ۱  | ۰  | 0    | 0 | 0+1 | 0 | 0   | 0 | 0   | 0 |
| 43                                            | مهاجم     | ایتالیا             | Marco Da Graca    | ۱  | ۰  | 0    | 0 | 0   | 0 | 0   | 0 | 0+1 | 0 |
| 46                                            | مهاجم     | آرژانتین            | Matías Soulé      | ۲  | ۰  | 0+2  | 0 | 0   | 0 | 0   | 0 | 0   | 0 |
| بازیکنانی که در میانه فصل باشگاه را ترک کردند |           |                     |                   |    |    |      |   |     |   |     |   |     |   |
| 7                                             | مهاجم     | پرتغال              | کریستیانو رونالدو | ۱  | ۰  | 0+1  | 0 | 0   | 0 | 0   | 0 | 0   | 0 |
| 8                                             | هافبک     | ولز                 | آرون رمزی         | ۵  | ۰  | 1+2  | 0 | 0   | 0 | 0   | 0 | 0+2 | 0 |
| 30                                            | هافبک     | اروگوئه             | رودریگو بنتنکور   | ۲۶ | ۰  | 13+6 | 0 | 0+1 | 0 | 0+1 | 0 | 5   | 0 |
| 44                                            | هافبک     | سوئد                | دیان کولوسوسکی    | ۲۷ | ۲  | 5+15 | 1 | 1   | 0 | 1   | 0 | 0+5 | 1 |

منبع: Competitions
آخرین به‌روزرسانی: ۱۱ فوریه ۲۰۲۲

### گلزنان
| ر.       | ش.       | پ.       | بازیکن           | سری آ | کوپا ایتالیا | سوپرجام | لیگ قهرمانان | مجموع |
| -------- | -------- | -------- | ---------------- | ----- | ------------ | ------- | ------------ | ----- |
| ۱        | ۱۰       | FW       | پائولو دیبالا    | ۷     | ۲            | ۰       | ۳            | ۱۲    |
| ۲        | ۹        | FW       | آلوارو موراتا    | ۵     | ۱            | ۰       | ۲            | ۸     |
| ۳        | ۱۱       | DF       | خوان کوادرادو    | ۴     | ۱            | ۰       | ۰            | ۵     |
| ۴        | ۱۴       | MF       | وستن مک‌کنی       | ۳     | ۰            | ۱       | ۰            | ۴     |
| ۴        | ۱۸       | FW       | مویزه کن         | ۳     | ۰            | ۰       | ۱            | ۴     |
| ۴        | ۲۲       | MF       | فدریکو کیه‌زا     | ۲     | ۰            | ۰       | ۲            | ۴     |
| ۷        | ۱۹       | DF       | لئوناردو بونوچی  | ۳     | ۰            | ۰       | ۰            | ۳     |
| ۷        | ۲۷       | MF       | مانوئل لوکاتلی   | ۳     | ۰            | ۰       | ۰            | ۳     |
| ۹        | ۴        | DF       | ماتیس دی لیخت    | ۲     | ۰            | ۰       | ۰            | ۲     |
| ۹        | ۴۴       | MF       | دیان کولوسوسکی   | ۱     | ۰            | ۰       | ۱            | ۲     |
| ۱۱       | ۲        | DF       | ماتیا د شیلیو    | ۱     | ۰            | ۰       | ۰            | ۱     |
| ۱۱       | ۶        | DF       | دانیلو           | ۱     | ۰            | ۰       | ۰            | ۱     |
| ۱۱       | ۷        | FW       | دوشان ولاهوویچ   | ۱     | ۰            | ۰       | ۰            | ۱     |
| ۱۱       | ۱۲       | DF       | آلکس ساندرو      | ۰     | ۰            | ۰       | ۱            | ۱     |
| ۱۱       | ۲۰       | MF       | فدریکو برناردسکی | ۱     | ۰            | ۰       | ۰            | ۱     |
| ۱۱       | ۲۴       | DF       | دنیله روگانی     | ۰     | ۱            | ۰       | ۰            | ۱     |
| ۱۱       | ۲۸       | MF       | دنیس زکریا       | ۱     | ۰            | ۰       | ۰            | ۱     |
| گل‌به‌خودی | گل‌به‌خودی | گل‌به‌خودی | گل‌به‌خودی         | ۰     | ۱            | ۰       | ۰            | ۱     |
| مجموع    | مجموع    | مجموع    | مجموع            | ۳۸    | ۶            | ۱       | ۱۰           | ۵۵    |

آخرین به‌روزرسانی: ۱۸ فوریه ۲۰۲۲

### دروازه بسته
| ر.    | ش.    | پ.    | بازیکن       | سری آ | کوپا ایتالیا | سوپرجام | لیگ قهرمانان | مجموع |
| ----- | ----- | ----- | ------------ | ----- | ------------ | ------- | ------------ | ----- |
| ۱     | ۱     | GK    | وویچیخ شتزنی | ۱۰    | ۰            | ۰       | ۳            | ۱۳    |
| ۲     | ۳۶    | GK    | ماتیا پرین   | ۱     | ۰            | ۰       | ۱            | ۲     |
| مجموع | مجموع | مجموع | مجموع        | ۱۱    | ۰            | ۰       | ۴            | ۱۵    |

آخرین به‌روزرسانی: ۶ فوریه ۲۰۲۲